# Lac-Boulé
Pour les articles homonymes, voir Boulé.
Lac-Boulé est un territoire non organisé situé dans la municipalité régionale de comté de Mékinac, dans la région administrative de la Mauricie, au Québec.

## Démographie
| 1991 | 1996 | 2001 | 2006 | 2011 | 2016 |
| ---- | ---- | ---- | ---- | ---- | ---- |
| 0    | 0    | 0    | 0    | 0    | 0    |